# Aínsa-Sobrarbe
Aínsa-Sobrarbe (aragónul L'Aínsa-Sobrarbe) település Spanyolországban, Huesca tartományban. Aínsa-Sobrarbe Abizanda, Adahuesca, Bárcabo, Bierge, Boltaña, Labuerda és El Pueyo de Araguás községekkel határos. Lakosainak száma 2317 fő (2024).

## Népesség
A település népessége az utóbbi években az alábbiak szerint változott:
| Lakosok száma | 1624 | 1766 | 1897 | 2179 | 2232 | 2213 | 2173 | 2201 | 2312 | 2317 |
|               | 2001 | 2004 | 2006 | 2009 | 2011 | 2014 | 2016 | 2019 | 2021 | 2024 |